# Paleo (gioco da tavolo)
Paleo è un gioco da tavolo d’avventura cooperativo di Peter Rustemeyer, in cui i giocatori hanno come scopo quello di comporre una pittura rupestre vestendo i panni di una tribù di uomini primitivi durante l’età della pietra.
Il gioco è stato pubblicato nel 2020 da Hans im Glück e ripubblicato in Italia da  Giochi Uniti nel 2021; ha vinto svariati premi, tra cui il Laurel Award di Cardboard Republic nel 2020 come miglior gioco immersivo e il premio Kennerspiel Des Jahres nel 2021 come miglior gioco per esperti dell’anno.

## Descrizione
Prima dell'inizio della partita, i giocatori di Paleo devono decidere a quale livello di difficoltà giocare. Questo è possibile attraverso l'uso di 10 "moduli": mazzi di carte che, combinati in diversi modi, permettono di variare il livello di difficoltà. 
Dopo aver sistemato al centro del tavolo le varie plance e segnalini, si distribuiscono equamente le carte e ogni singolo giocatore pesca casualmente due personaggi.
Ogni carta personaggio presenta i seguenti simboli:
- Punti vita

- Abilità: forza, precisione e destrezza

- icone relative a segnalini da ricevere

La partita si divide in un numero indefinito di turni, ognuno diviso in due fasi:
- La fase giorno, nella quale ogni giocatore seleziona una carta tra le prime 3 del mazzo e deve eseguire le azioni richieste dalla carta. Questo può portare ricompense, come cibo, creazione di utensili, esplorazione di nuove terre e il reclutamento di nuovi membri, ma anche pericoli come animali pericolosi o luoghi inospitali (principalmente le carte con il dorso rosso, che mettono a rischio la vita dei primitivi). Per il raggiungimento degli obiettivi è fondamentale la collaborazione fra giocatori.
- La fase notte, nella quale si deve sfamare la tribù e gestire l’esito delle missioni.

L’incapacità di raggiungere gli obbiettivi o sfamare la tribù fa accumulare ai giocatori segnalini teschio.
La partita termina al verificarsi di una delle seguenti condizioni:
- la vittoria ottenuta componendo la pittura rupestre
- la sconfitta del gruppo se vengono accumulati 5 segnalini teschio

## Contenuto della scatola
La scatola base di Paleo contiene:
- 1 plancia Campo Base
- 1 plancia Natura selvaggia
- 1 plancia Notte
- 1 banco di lavoro 3D
- 1 cimitero 3D
- 20 risorse sagomate cibo
- 12 risorse sagomate legno
- 8 risorse sagomate pietra
- 48 segnalini utensile
- 40 segnalini ferita
- 5 segnalini teschio
- 5 segnalini vittoria
- 2 dadi personalizzati
- 222 carte
- Regolamento del Gioco

## Premi e Riconoscimenti
- 2020 Candidato come miglior gioco cooperativo per Golden Geek[1]
- 2020 Cardboard Republic Laurel, Vincitore come miglior gioco immersivo[2]
- 2021 Kennerspiel des Jahres, Vincitore come miglior gioco per esperti dell'anno[3]
- 2021 Candidato come miglior gioco multigiocatore secondo International Gamers Award[4]
- 2021 Candidato come Gioco dell’Anno[5]
- 2021 Candidato come miglior gioco per famiglie secondo Geek Media Awards[6]
- 2021 Candidato come miglior gioco per esperti secondo Bulgarian Board Game Awards[7]
- 2021 Candidato come gioco dell'anno As d'Or[8]

## Espansioni
Il successo di Paleo ha portato alla realizzazione di diverse espansioni: 

### Paleo: The Terror Birds (2020)[9]
Mazzo di carte aggiuntivo che porta una nuova missione: trovare le uova di uccelli giganti prima che esse si schiudano provocando il caos. 

### Paleo: A New Beginning (2021)[10]
Questa espansione porta i giocatori ad affrontare sfide migliaia di anni dopo l'età della pietra. 
Vengono aggiunti nuovi utensili, insediamenti, la possibilità di coltivare campi ma anche nuovi pericoli come vulcani, catene montuose ghiacciate e altro ancora.
Contiene: 
- Regolamento aggiuntivo
- 171 carte
- 8 segnalini in legno
- 1 plancia di gioco
- 26 segnalini vari

### Paleo: Der Initiationsritus (2021)[11]
Mini espansione riguardante 4 nuovi personaggi che ha come obbiettivo il superamento di un test per entrare a far parte della tribù.

### Paleo: The Flash Of Wit (2022)[12]
Mini espansione che aggiunge al gioco base 5 nuove carte sogno e 2 carte idea.

### Paleo: The Hornets (2022)[13]
Questa espansione aggiunge, al gioco base, insediamenti di calabroni che creeranno pericoli ai primitivi.